# Jimmy Karz
Jimmy Karz (26 de julio de 1984) es un ex-actor estadounidense, conocido por su papel de Bruce Bolaños en Matilda.

## Carrera
Jimmy Karz trabajó en la televisión y el cine desde 1996 hasta 1998.
Inició su carrera actoral en el año 1996 cuando interpretó a Bruce Bogtrotter o Bruce Bolaños en la película Matilda. Su segunda aparición actoral fue en 1998 cuando apareció en la película The Wedding Singer, donde interpretó al Niño estudioso en el Bar Mitzvah.
Su última aparición en la televisión fue en 1998 cuando apareció interpretando a Alfred Clark en un episodio de la serie de televisión Urgencias.

## Filmografía

### Cine
| Año  | Título             | Papel                            | Notas    |
| ---- | ------------------ | -------------------------------- | -------- |
| 1996 | Matilda            | Bruce Bolaños                    | Película |
| 1998 | The Wedding Singer | Niño estudioso en el Bar Mitzvah | Película |

### Televisión
| Año  | Título    | Papel        | Notas      |
| ---- | --------- | ------------ | ---------- |
| 1998 | Urgencias | Alfred Clark | 1 episodio |